# Anonthobium micros
Anonthobium micros är en skalbaggsart som beskrevs av Renaud Maurice Adrien Paulian 1984. Anonthobium micros ingår i släktet Anonthobium och familjen bladhorningar.
Artens utbredningsområde är Nya Kaledonien. Inga underarter finns listade i Catalogue of Life.